# Pouillot fitis
Espèce
Statut de conservation UICN

LC : Préoccupation mineure
Répartition géographique
- zone de reproduction
- zone de migration
- zone d'hivernage

Le Pouillot fitis (Phylloscopus trochilus) est une espèce de passereaux de la famille des Phylloscopidae.

## Description
Le fitis est un pouillot typique, de petite taille et élancé. La partie supérieure de sa robe est grise, verte ou brune, la partie inférieure est blanchâtre et jaune. Il est reconnaissable à son sourcil jaunâtre ou blanc, avec une bande verte traversant l'œil située en dessous. Ses pattes sont rosâtres-brun ou jaune-brun et son bec est fin, avec des bords plus clairs. Il mesure entre 11 et 12,5 cm pour un poids de 6,3 à 14,6 g.
Il ressemble beaucoup aux autres membres du genre Phylloscopus, en particulier au Pouillot véloce, généralement plus petit et moins élancé, ainsi qu'au Pouillot ibérique et au Pouillot siffleur. Le chant est la meilleure manière de les distinguer.

## Répartition et habitat

### Répartition
Le pouillot fitis vit dans tout le nord de l'Eurasie. Il est limité au sud par le Massif central, les Alpes suisses et autrichiennes, les Alpes de Transylvanie et les steppes kazakhes. Les populations sibériennes s'étendent jusqu'à l'océan Pacifique à l'est et aux alentours de la limite des arbres au nord,.

### Habitat
Il habite les bois, broussailles et buissons peu denses, surtout bouleaux et saules.
Il niche dans de nombreux environnements, incluant les lisières des forêts, les clairières, les jardins, les vergers, les haies ou encore les bords des routes ou des voies de chemin de fer.

## Écologie et comportement

### Alimentation
Il se nourrit majoritairement d'insectes, ainsi que de leurs œufs et larves. Cela inclut en particulier les pucerons, les diptères et les coléoptères. Il peut également se nourrir d'araignées.
Le pouillot fitis peut également consommer des fruits comme ceux des ronces, du sureau, des framboises ou des cassis.
Il s'alimente seul ou en petits groupes, trouvant sa nourriture principalement dans la canopée, sur le feuillage ou les branches.

### Voix
Il émet souvent un cri doux à deux syllabes hu-it, chant stéréotype, cascade descendante de sons flûtés, terminée par une fioriture accélérée.

### Reproduction

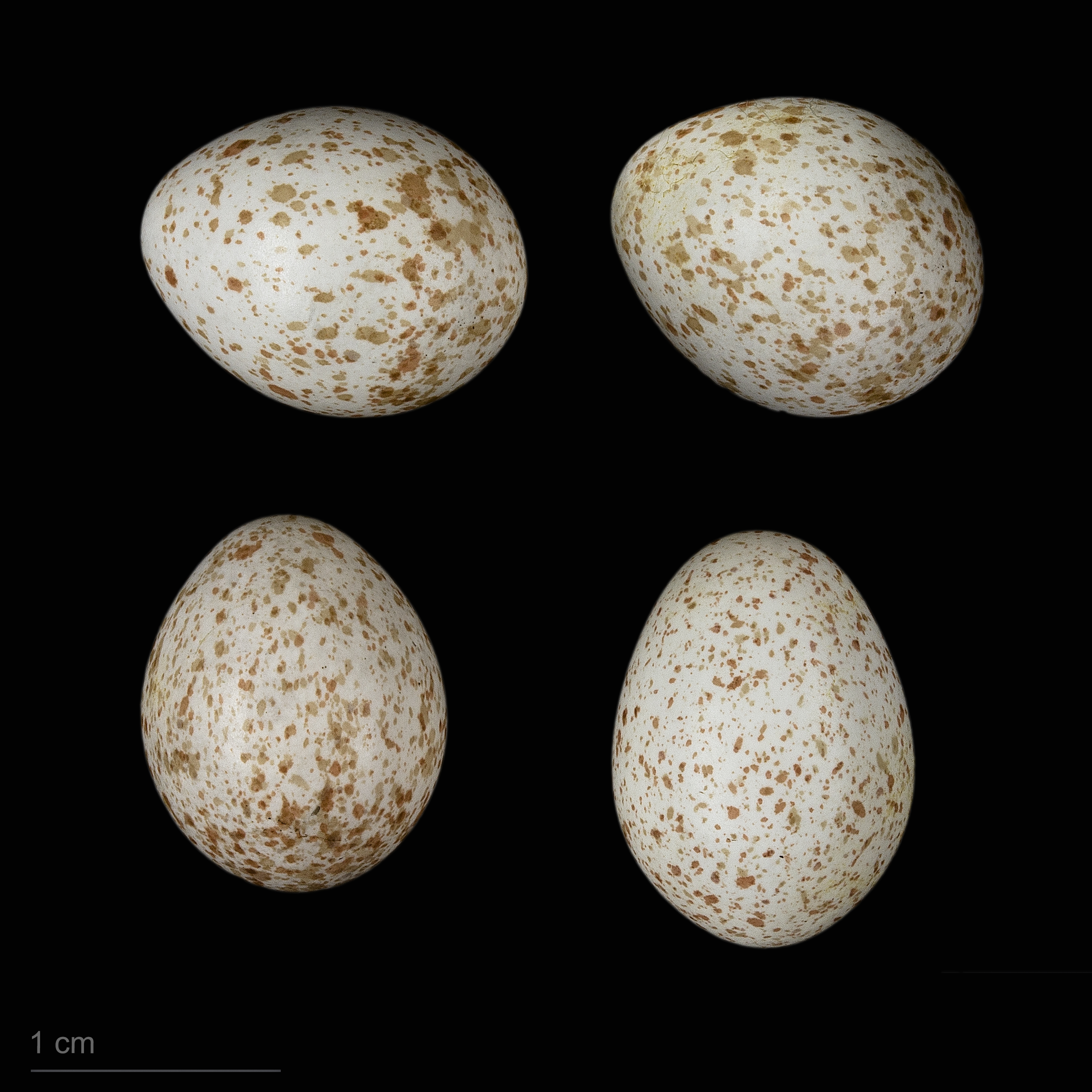
Oeufs de Phylloscopus trochilus : collection du Muséum de Toulouse.

La saison de la reproduction dure de la fin avril à la fin juin. Le nid du pouillot fitis est petit, ovoïde, fait d'herbes sèches, de feuilles, de mousse, d'écorce, de poils et de plumes, situé au sol ou très bas dans la végétation dense. La femelle y pond entre 2 et 8 œufs (généralement 6 ou 7, et avec une tendance à pondre moins d'œufs vers la fin de la période de reproduction), au rythme d'un par jour. Ceux-ci éclosent après 12 à 14 jours d'incubation, à la suite de quoi les jeunes sont capables de quitter le nid 12 à 15 jours après l'éclosion.

### Prédation
Les prédateurs des nids de pouillot fitis incluent plusieurs mammifères comme le chat, le rat, l'Écureuil gris, ainsi que des oiseaux comme le geai, la pie et la corneille, et la mortalité juvénile est importante. Les adultes peuvent être la proie de l'Effraie des clochers et de l'épervier d'Europe.

## Systématique
Le pouillot fitis a été décrit pour la première fois par le naturaliste Carl von Linné en 1758. Il compte actuellement 3 sous-espèces reconnues ,:
- P. t. trochilus (Linnaeus, 1758) : La sous-espèce nominale. Vit dans toute l'Europe à l'exception du centre et du nord de la Fennoscandie.
- P. t. acredula (Linnaeus, 1758) : Vit en Norvège, Suède, dans les pays baltes et en Russie. Très proche de la sous-espèce nominale, assez variable. Légèrement plus grise sur le dessus et moins jaune dessous. Le dessous de sa queue, ses sourcils, et côté du cou et des oreilles sont toujours teintés de jaune.
- P. t. yakutensis (Ticehurst, 1935) : Vit dans l'est de la Russie, notamment en Yakoutie dont elle tire son nom. Plus grande et terne que acredula ; sa poitrine n'est pas jaune, mais gris-brune avec des stries diffuses. Le dessous de sa queue est blanc, et le côté des oreilles et du cou gris-brun.

Les limites entre les sous-espèces sont floues, en particulier entre trochilus et acredula ; les populations du sud de la Suède ou de la Pologne sont difficilement attribuables à l'une ou l'autre des sous-espèces.

## Le pouillot fitis et l'humain

### Conservation
Prolifique, le pouillot fitis est considéré comme "préoccupation mineure" par l'UICN, en raison de sa très large population (plus de 100 000 000 d'individus dans le monde), bien que celle-ci semble en diminution.
La population de pouillots fitis à Paris a chuté de 73 % entre 2004 et 2017 en raison du recul  des parterres laissés à la nature, au profit des massifs fleuris fréquemment changés et des pelouses rases.